# William Gillette
Pour les articles homonymes, voir Gillette.
William Gillette, né le 24 juillet 1853 à Hartford, dans le Connecticut, et mort le 29 avril 1937 dans la même ville, est un acteur de théâtre et un dramaturge américain.

## Biographie

### Jeunesse
William Hooker Gillette est né dans un quartier littéraire, avec des résidents comme Mark Twain, Harriet Beecher Stowe et Charles Dudley Warner.
Sa mère était Elisabeth Daggett Hooker et le père de Gillette, François, était un sénateur américain et militant pour l'abolition de l'esclavage. Will a grandi entouré de trois frères et une sœur. Une autre sœur, Marie, est morte jeune.
Son frère aîné, Frank Ashbell Gillette, est allé en Californie et y mourut en 1859 de la tuberculose. Son cadet Robert a rejoint l'armée de l'Union et a servi dans la campagne d'Antietam. Rapatrié malade, il s'est enrôlé dans la Marine, assigné à l'USS Gettysburg, Robert a participé à deux attaques sur Fort Fisher, mais a été tué le lendemain de la reddition du fort lorsque la poudrière a explosé. En 1863, le puîné Edward a déménagé dans l'Iowa. Sa sœur Elisabeth ayant épousé George Henry Warner, William est resté le seul enfant dans le ménage.

### Carrière

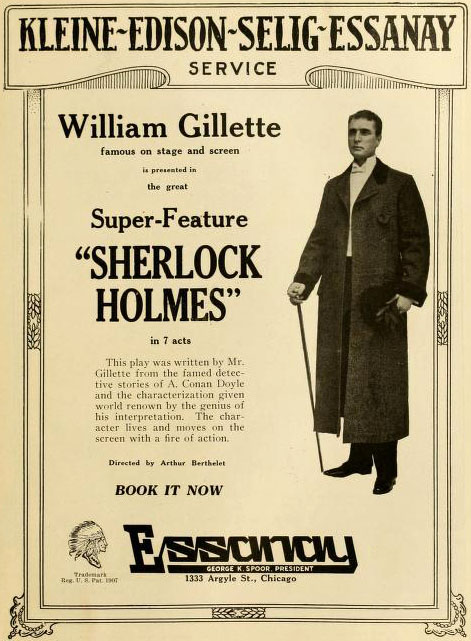
Publicité pour un film de 1916.

À l'âge de 20 ans, il quitte Hartford pour commencer son apprentissage comme acteur. Il travaille brièvement pour une société de La Nouvelle-Orléans et en 1875, il retourne en Nouvelle-Angleterre où, sur la recommandation de Mark Twain, il fait ses débuts au Théâtre du Globe de Boston. Par la suite, il a été acteur durant six ans à Boston, New York et dans le Midwest. En 1878, lorsque la santé de son père commença à décliner, William abandonne la scène durant un an pour s'occuper de lui. À la mort de son père, lui et George Henry Warner sont nommés exécuteurs testamentaires de François. Avec Elisabeth et Edward, ils se partagent l'héritage.
En 1882, Gillette épouse Helen Nichols de Détroit. Elle est morte en 1888 d'une péritonite provoquée par une rupture de l'appendice. Il ne s'est jamais remarié.
En 1881, Gillette est embauché à Cincinnati comme dramaturge, metteur en scène et acteur pour 50 $ par semaine par les deux frères Gustave Frohman et Daniel Frohman. Il fait ses débuts au théâtre du Madison Square pour 151 représentations, avec une tournée ultérieure dans de nombreux États (à l'ouest jusqu'à Saint-Louis, Missouri). Cette même année, il met en scène Esmeralda, écrit en collaboration avec Frances Hodgson Burnett.
Il est connu notamment pour avoir écrit en 1899 la pièce Sherlock Holmes qui servit de base à plusieurs adaptations au cinéma, dont celle de 1916 dans laquelle il joue le rôle-titre.
Ses accessoires dans la pièce (la casquette et la pipe recourbée) sont devenus des signes distinctifs de Sherlock Holmes, même s'ils ne correspondent pas tout à fait à ce qui est décrit par Arthur Conan Doyle.
Gillette est décédé le 29 avril 1937, âgé de 83 ans, à Hartford, en raison d'une hémorragie pulmonaire. Il a été enterré dans le caveau familial au cimetière de Riverside Hooker, à Farmington, dans le Connecticut, aux côtés de sa femme.

## Œuvres
- 1886 : Held by the Enemy
- 1894 : Too Much Johnson
- 1895 : Secret Service
- 1899 : Sherlock Holmes

## Filmographie
- 1915 : Esmeralda, réalisé par James Kirkwood avec Mary Pickford, sorti le 6 septembre 1915, et ressorti le 27 juillet 1919
- 1916 : Sherlock Holmes, avec Gillette lui-même dans la première adaptation cinématographique de son Sherlock Holmes, qui n'est cependant pas le premier film à propos de Holmes, titre qui revient à un film à sept bobines par The Essanay Film Manufacturing Company réalisé par Arthur Berthelet. Marjorie Kay y jouait Alice Faulkner et Ernest Maupain était Moriarty (longtemps considéré comme perdu, ce film est retrouvé en 2014 à la cinémathèque de Paris).
- 1919 : Secret Service, Paramount Pictures, réalisé par Hugh Ford avec Robert Warwick dans le rôle du Captain Thorne de Gillette et Shirley Mason dans le premier rôle féminin.
- 1919 : Too Much Johnson, Paramount Pictures – réalisé par Donald Crisp ; scénaristes : William Gillette et Thomas J. Geraghty ; date de sortie : décembre 1919 ; acteurs principaux : Bryant Washburn dans le rôle d'Augustus Billings, Lois Wilson dans le rôle de  Mrs. Billings, et Adele Farrington dans le rôle de Mrs. Batterson ; 5 bobines, 4431 feet.
- 1920 : Held by the Enemy, Famous Players-Lasky Corporation, Paramount Pictures – réalisé par Donald Crisp ; scénaristes : William Gillette et Beulah Marie Dix ; date de sortie : 24 octobre 1920 ; acteurs principaux : Agnes Ayres dans le rôle de Rachel Hayne, Wanda Hawley dans le rôle d'Emmy McCreery, Lewis Stone dans le rôle de Capt. Gordon Haine, Jack Holt dans le rôle du Colonel Charles Prescott, et Robert Cain dans le rôle du chirurgien de brigade Fielding ; 6 bobines.
- 1922 : Sherlock Holmes, Goldwyn Pictures, basé sur la pièce de Gillette, réalisé par Albert Parker. John Barrymore y jouait Holmes. William Powell fit dans ce film ses débuts à l'écran avec le rôle de Foreman Wells ; film restauré par la George Eastman House.
- 1931 : Secret Service, Radio Pictures, réalisé par J. Walter Ruben avec Richard Dix dans le rôle de Captain Thorne.
- 1937 : Too Much Johnson, Mercury Theatre Company, réalisé par Orson Welles ; scénaristes : William Gillette et Orson Welles ; acteurs principaux : Joseph Cotton dans le rôle d'Augustus Billings et Ruth Ford dans le rôle de Mrs. Billings. Ce film devait faire partie d'une représentation de la pièce mais n'a finalement jamais été montré au public ; la seule copie connue a été détruite en 1970. Le film a été retrouvé en 2013 et restauré.
- 1977 : Secret Service, Broadway Theatre Archive, acteurs principaux : John Lithgow dans le rôle de Captain Thorne et Meryl Streep dans le rôle d'Edith Varney. Il s'agit de la première apparition à l'écran de Meryl Streep. C'est également la seule pièce de Gillette qui soit toujours commercialisée sous forme de cassette VHS ou de DVD.
- 1981 : Sherlock Holmes, Home Box Office en collaboration avec le Williamstown Theater Festival et le directeur artistique Nikos Psacharopoulos ; diffusé le 19 novembre 1981, rediffusions le 23, 27, 29 novembre ainsi que le 1er et 5 décembre. Cette production avait pour distribution Frank Langella en tant qu'Holmes, Stephen Collins dans le rôle de James Larrabee, Susan Clark : Madge Larrabee, Richard Woods dans le rôle du Dr Watson, et Christian Slater, alors âgé de 12 ans, qui y fit ses débuts à l'écran avec le rôle de Billy le livreur de journaux. Cette production n'est pas disponible sous forme de VHS ou DVD commerciaux[2].
- 1982 : Sherlock Holmes, traduction française de Guy Dumur de la pièce de Gillette pour le téléfilm de 1982 Sherlock Holmes avec Paul Guers dans le rôle de Holmes. Réalisé par Jean Hennin, il fut diffusé le 5 octobre 1882[3].